# Rotterdam Swim
De Rotterdam Swim is een openwater-zwemevenement van 1,5 of 3 km op de Maas in Rotterdam. In 2008 werd de Rotterdam Swim voor het eerst gezwommen. 

## Geschiedenis
Aanvankelijk heette de Rotterdam Swim het Rondje Noordereiland. In het eerste jaar 2008 namen 12 deelnemers deel aan de Rotterdam Swim. Meer deelnemers waren niet toegestaan door de gemeente Rotterdam in verband met de veiligheid. In de jaren daarna is het aantal deelnemers uit binnen- en buitenland aan de Rotterdam Swim sterk gegroeid. Mede daarom werd in 2010 in overleg met de gemeenten Rotterdam en Amsterdam de naam Rondje Noordereiland omgedoopt in de Rotterdam Swim en het Rondje KNSM Eiland omgedoopt tot de Amsterdam Swim. Sinds 2010 maakt de Rotterdam  Swim deel uit van de King Of The Rivers. Dit is een serie open water zwemevenementen in het Koninkrijk der Nederlanden. 

## Doodtij/stiltij
De Rotterdam Swim kan alleen bij opkomend tij worden gezwommen. De Rotterdam Swim start als bij vloed zeewater landinwaarts komt en daarbij het landuitwaarts stromende rivierwater tot stilstand brengt. Als de stroming van de rivier en de zee zich in evenwicht houden kan men van het Prinsenhoofd (start) tot het Antwerpse Hoofd de eerste 1,5 km door de Koningshaven stroomopwaarts zwemmen. Dit stiltij duurt gemiddeld zo'n 45 minuten.